# Podalyria montana
Podalyria montana är en ärtväxtart som beskrevs av John Hutchinson. Podalyria montana ingår i släktet Podalyria och familjen ärtväxter. Inga underarter finns listade i Catalogue of Life.